# Tuffi ai campionati mondiali di nuoto 2023 - Piattaforma 10 metri sincro maschile
La gara dei tuffi dalla piattaforma 10 metri sincro maschile dei campionati mondiali di nuoto 2023 è stata disputata il 17 luglio presso la Piscina della Prefettura di Fukuoka di Fukuoka. La gara, alla quale hanno preso parte 18 coppie di atleti provenienti da altrettante nazioni, si è svolta in due turni, in ognuno dei quali le coppie hanno eseguito una serie di sei tuffi.
La gara è stata vinta dai cinesi Lian Junjie e Yang Hao, mentre l'argento e il bronzo sono andati rispettivamente agli ucraini Oleksij Sereda e Kirill Boliuch e ai messicani Kevin Berlín Reyes e Randal Willars.. Le prime tre coppie classificate hanno anche ottenuto il pass per le Olimpiadi di Parigi 2024.

## Programma
| Data           | Ora (UTC+9) | Turno       |
| -------------- | ----------- | ----------- |
| 17 luglio 2023 | 12:30       | Preliminari |
| 17 luglio 2023 | 18:00       | Finale      |

## Risultati
| Oro     | Cina          | Lian Junjie Yang Hao                       | 463,65 | 1  | 477,75          | 1               |                 |                 |                 |                 |
| Argento | Ucraina       | Oleksij Sereda Kirill Boliuch              | 404,22 | 4  | 439,32          | 2               |                 |                 |                 |                 |
| Bronzo  | Messico       | Kevin Berlín Reyes Randal Willars          | 411,78 | 3  | 434,16          | 3               |                 |                 |                 |                 |
| 4       | Gran Bretagna | Matthew Lee Noah Williams                  | 429,18 | 2  | 419,82          | 4               |                 |                 |                 |                 |
| 5       | Australia     | Domonic Bedggood Cassiel Rousseau          | 377,70 | 6  | 407,46          | 5               |                 |                 |                 |                 |
| 6       | Stati Uniti   | Brandon Loschiavo Jordan Rzepka            | 359,46 | 10 | 375,90          | 6               |                 |                 |                 |                 |
| 7       | Polonia       | Filip Jachim Robert Łukaszewicz            | 360,21 | 9  | 371,58          | 7               |                 |                 |                 |                 |
| 8       | Italia        | Riccardo Giovannini Eduard Timbretti Gugiu | 367,35 | 8  | 368,79          | 8               |                 |                 |                 |                 |
| 9       | Germania      | Timo Barthel Jaden Eikermann               | 381,27 | 5  | 364,80          | 9               |                 |                 |                 |                 |
| 10      | Corea del Sud | Kim Yeong-taek Yi Jae-gyeong               | 348,78 | 12 | 347,88          | 10              |                 |                 |                 |                 |
| 11      | Austria       | Anton Knoll Dariush Lotfi                  | 354,75 | 11 | 347,61          | 11              |                 |                 |                 |                 |
| 12      | Malaysia      | Bertrand Rhodict Lises Enrique Harold      | 376,80 | 7  | 310,44          | 12              |                 |                 |                 |                 |
| 13      | Grecia        | Nikolaos Molvalis Athanasios Tsirikos      | 348,45 | 13 | Non qualificate | Non qualificate | Non qualificate | Non qualificate | Non qualificate | Non qualificate |
| 14      | Brasile       | Diogo Silva Isaac de Souza Filho           | 345,30 | 14 | Non qualificate | Non qualificate | Non qualificate | Non qualificate | Non qualificate | Non qualificate |
| 15      | Nuova Zelanda | Arno Lee Luke Sipkes                       | 306,81 | 15 | Non qualificate | Non qualificate | Non qualificate | Non qualificate | Non qualificate | Non qualificate |
| 16      | Indonesia     | Andriyan Andriyan Adityo Restu Putra       | 300,03 | 16 | Non qualificate | Non qualificate | Non qualificate | Non qualificate | Non qualificate | Non qualificate |
| 17      | Francia       | Loïs Szymczak Gary Hunt                    | 285,51 | 17 | Non qualificate | Non qualificate | Non qualificate | Non qualificate | Non qualificate | Non qualificate |
| 18      | Macao         | He Heung Wing Zhang Hoi                    | 215,79 | 18 | Non qualificate | Non qualificate | Non qualificate | Non qualificate | Non qualificate | Non qualificate |